# Aterogenicidad
El índice de aterogenicidad (IA) de los ácidos grasos indica el potencial de obstrucción de las arterias y toma en cuenta los ácidos grasos láurico (12 carbonos), mirístico (14 carbonos) y palmítico (16 carbonos), en relación con los ácidos grasos monoinsaturados y poliinsaturados. Mientras más bajo sea el IA, menor es el riesgo de sufrir enfermedades cardiovasculares. Por regla general, en los hombres se considera que existe riesgo a partir de un IA de 5,5, mientras que en las mujeres este límite es de 5,0.[cita requerida]
Formula para estimar el índice de aterogenicidad (IA) es: 
Atherogenic index = (C12:0 + 4 × C14:0 + C16:0)/[ Σ monounsaturated fatty acids + Σ polyunsaturated fatty
acids (n-6) + (n-3)] Caroprese et al., 2010 de Ulbricht and Southgate’s (1991).
Abreviada =(C12 + (4 * C14)+ C16)/( MUFA+ N6+N3)

## Grasas y colesterol
Los ácidos grasos láurico, mirístico y palmítico aumentan el colesterol dañino (LDL) y disminuyen el colesterol beneficioso (HDL) por lo que provoca ateromas (arteriosclerosis con alteraciones grasientas en arterias). Los ácidos grasos de 10 carbonos o menos, no son aterogénicos debido a su solubilidad en agua. Asimismo, los ácidos grasos de 18 carbones tampoco son aterogénicos porque tienen la capacidad de transformarse en otros ácidos grasos mono o poliinsaturados. 
Los ácidos láurico, mirístico y palmítico, además de ser insolubles en el torrente sanguíneo, no se metabolizan a ninguna otra sustancia. Se considera que los productos con mayor potencial de obstrucción de las arterias son las mantequillas, las lactocremas, el aceite de palma (muy utilizado en la fabricación de bollería industrial) y algunas marcas de manteca, por lo que no se recomienda su consumo.[cita requerida]
- Datos: Q5710657